# Lobi (peuple)
Pour les articles homonymes, voir Lobi.
Les Lobi constituent un peuple d'Afrique de l'Ouest présent au sud-ouest du Burkina Faso, au nord-ouest du Ghana et au nord-est de la Côte d'Ivoire, essentiellement dans la région de Bouna, proche du Ghana et du Burkina Faso, sur la rive droite de la Volta noire. Leur origine est connue au travers de récits mythiques, leur migration serait partie de l'actuel nord Ghana, traversant la région de Wa et la Volta, il y a de cela quelques siècles.

## Ethnonymie
Selon les sources et le contexte, on observe différentes formes : Lober, Lobiri, Lobis, LobiMiwô.
L'étymologie du mot lobi est sujette à débats. Selon l'étymologie habituellement retenue,le nom de ce peuple serait construit à partir de lou (« forêt ») et bi (« enfants »), ce qui donnerait « les enfants de la forêt ».
Toutefois, Jacques Becuwe, promoteur de la génético-typologie appliquée aux langues africaines, considère que cette approche invalide sans ambiguïté cette étymologie. Selon lui, lobi dérive de lo (« entrer ») et bi (« unité d'un ensemble discret d'éléments unis par des caractéristiques communes », dont le pluriel est bè). Lobi signifierait donc « ceux qui sont entrés .. (les premiers) dans le monde ou dans l'espace de référence culturel et cultuel ».
Par ailleurs l'étymologie populaire faisant le lien entre lo et lou est invalidée par le fait que la consonne l est glotalisée 'l pour le mot 'lobi alors qu'elle ne l'est pas pour Lou la forêt 
C'est la méconnaissance de la langue, de l'étymologie des mots et du processus de simplification qui a trop souvent amené les sociologues et anthropologues à proposer des rapprochements et traductions, satisfaisants pour l'esprit mais hélas linguistiquement erronés, y compris d'ailleurs en relation avec l'histoire du peuple Lobi et sa vision originelle du monde.

## Langues
Leur langue est le lobiri, une langue gur dont le nombre de locuteurs était estimé à plus de 440 000 au début des années 1990. On en dénombrait environ 286 000 au Burkina Faso (1991) et 156 000 en Côte d'Ivoire (1993). Le dioula et le français sont également utilisés.

## Population
Les Lobi représentent environ 4 % de la population du Burkina Faso et 1,8 % de celle de la Côte d'Ivoire.
Actuellement, les Lobis se concentrent à Bouna (Côte d'Ivoire), Diébougou et Gaoua (Burkina Faso), et enfin Lawra, Wa et Kampté (Ghana).
Les villages lobi sont nombreux au sein du parc national de la Comoé.

## Culture
(septembre 2012).
Les Lobi rejettent toute forme d'autorité politique centralisée.
Le personnage central dans chaque communauté Lobi est le spécialiste religieux nommé le thildar. Ce devin est responsable de la communication avec les esprits qui régissent la communauté et protègent les membres de chaque famille contre les accidents, la maladie, la violence et toutes les menaces que les personnes rencontrent dans l'environnement hostile de l'Afrique de l'Ouest.
Les Lobi vénèrent Thgaba, l'être suprême.
Les Lobi représentent les esprits de la nature qu'ils appellent thil avec des chiffres qui peut être sculpté en bois, modélisés à partir d'argile, ou de fonte en laiton. Ces chiffres sont appelés boteba, et sont généralement logés dans un sanctuaire sombre dans l'espace le plus éloigné à l'arrière de la maison familiale. Les nombres d'argile plus importantes peuvent être gardés à l'extérieur, où, du fait de la matière dont elles sont faites, elles sont en sécurité contre le vol. Chiffres en laiton sont souvent portés sur le corps par les membres de la famille. Chacune de ces figures affiche différents gestes ou postures, certains d'entre eux peuvent avoir deux ou même trois têtes, quelques figures féminines transporter un bébé sous le bras. Ces caractéristiques uniques représentent le talent particulier ou la puissance de l'être spirituel qu'ils incarnent. Un chiffre à deux têtes est deux fois plus rapide à reconnaître la menace et à traiter avec elle. Un chiffre avec un nourrisson a le pouvoir d'apporter la fertilité pour les femmes de la famille. Un personnage tenant un bras en place des barrages à l'entrée des esprits malveillants à la maison familiale.[pas clair]
Leur culture est proche de celle de leurs voisins, les Birifor et les Dagari.
Historiquement, les Lobi se sont forgé une réputation de « guerriers », mais aussi de chasseurs d'éléphants. Ils auraient servi de modèle au peuple Oulé du roman ''Les Racines du Ciel'' de Romain Gary.
La structuration sociale et les relations entre clans sont particulièrement complexes.
Aujourd'hui, les populations du rameau Lobi sont essentiellement connues et appréciées pour leur art du statuaire et leurs autels. Pourtant, leur culture ne se limite pas à cet aspect formel et matériel. Leur cosmogonie et cultes sont autant d'éléments originaux dans la mosaïque de cultures des groupes de populations d'Afrique de l'Ouest. La musique et ses intrications aux cultes et à la nosologie représentent bien, entre autres, ces nombreux particularismes.
Les soukala sont les maisons-forteresses traditionnelles lobi, qu'on ne trouve plus que dans les villages autour de Bouna. On y pénètre par le toit.

## Cosmogonie
(septembre 2012).
Au début, les gens vivaient complètement heureux (nous dirions: comme au paradis). Ils ont été nourris par « Dieu » (Thangba yu) avec la viande et n'avaient donc pas besoin de travailler. Ils ne connaissaient pas la mort de maladie - un seul est mort de vieillesse - et il n'y avait ni combats ni les guerres parce qu'ils obéissaient aux « grands interdictions » (soser kontena) que Dieu leur avait données personnellement.
Kherhim Da (Korhogo, mars 1980) dit de cette façon : Dieu avait dit aux gens: ". Ne pas voler, ne pas voler les femmes, ne tuez pas et ne menacent chaque otherÑstay[Quoi ?] d'un commun accord". Mais la population s'est accrue. Les hommes avaient besoin de femmes et ils ont commencé à voler les femmes de l'autre. Ces combats et la guerre causés: "Cela a commencé avec les femmes, nous sommes allés les uns contre les autres et a commencé à tirer des flèches La conséquence était que Dieu s'est détourné de nous et laissez-nous aller à nos propres moyens.». Il prit la viande avec laquelle il les avait nourris à l'écart des gens et leur a donné la houe pour creuser des racines. Millet était inconnu du Lobi à ce moment. Dieu a lancé sur la « maladie » (kho) et le début de la « mort » (kir) et les quitta pour toujours. C'est ainsi que le Lobi connurent la tristesse et l'impuissance.
Mais afin de leur laisser pas complètement livrés à eux-mêmes, Dieu leur a donné une aide, le thila, des êtres qui devaient les aider dans leur nouvelle situation, chargés de « prendre soin » (yaali) du bien-être (bopha) du Lobi et « sauver leurs corps de la maladie, la faim et la mort ».
Jusqu'à présent, les thila ont essayé d' s'acquitter de cette tâche extrêmement important à deux égards. D'une part, ils transmis généralement par un devin marchandises diverses et des cérémonies. Par exemple, ils "ont montré" (nereri) les "médicaments" efficaces contre les maladies Lobi, ou leur ont expliqué comment effectuer l'initiation (dyoro), qui est célébrée tous les sept ans sur les rives de la Volta Noire. Et d'autre part, ils ont promis aux Lobi chaque fois que possible de les protéger contre le mal et le malheur et pour éloigner les chagrins que Dieu avait portées à l'Lobi après leur première désastreux norme-break. Nous disons «chaque fois que possible à protect.Ó Le thila fait leur promesse de protection à la condition que leurs interdictions et des« ordres »(bonoo) ont été suivis par le peuple. Et c'est ce que le thila ont fait depuis lors: Ils ne protègent que les gens quand ils en retour respecter les interdictions et les ordres (ce qu'ils sont sera discuté plus tard) qui ont été transmises dans un devin, ils prennent soin du bien -être des gens seulement après leurs souhaits ont été satisfaites. Il s'agit de la connexion au premier chapitre. Il nous a appelé le thila le fondateur des normes, qui ont mis certaines restrictions sur les gens et qui punissent la désobéissance à la maladie, la mort et le désastre.

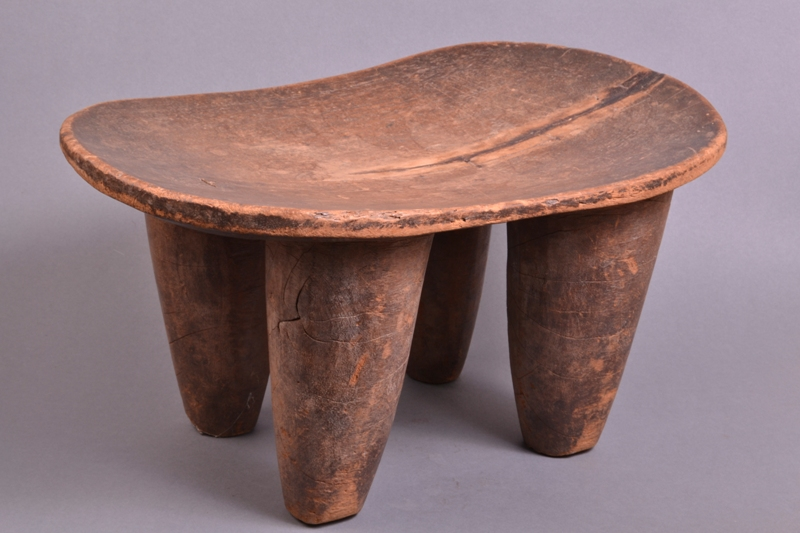
Tabouret en bois
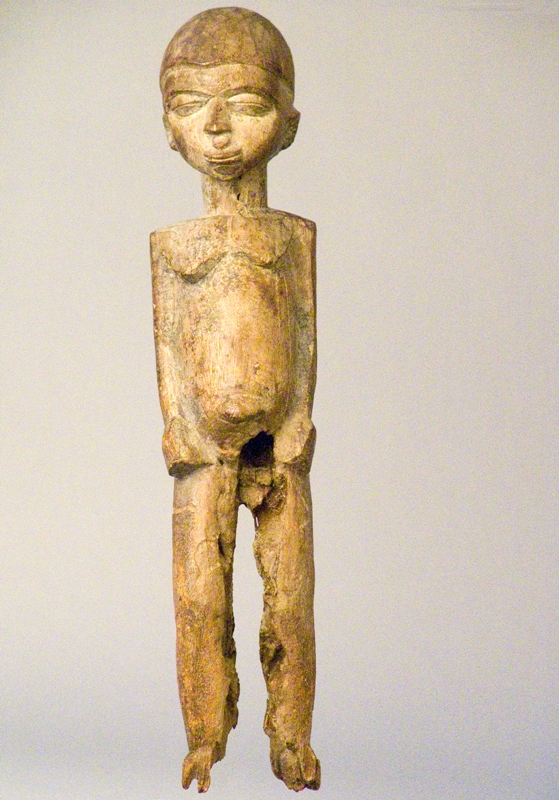
Statue bouthiba
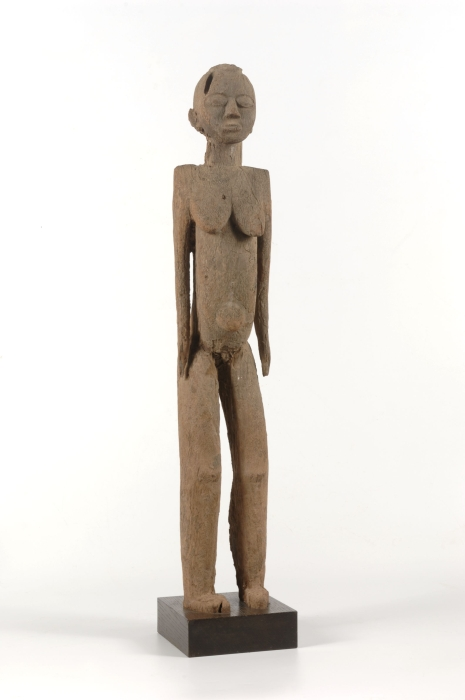
Figure féminine
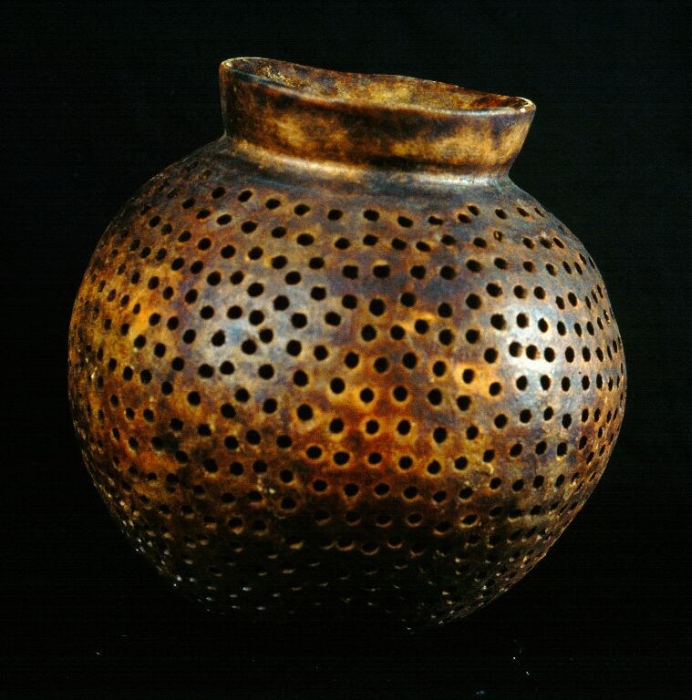
Passoire à bière en terre cuite

## Autorités traditionnelles
Le 22 mai 2021, à Bouna, Sib Virkoun a été intronisé chef central des Lobi de Côte d’Ivoire. Cette nomination est très contestée et une partie de la population ne le reconnaît pas et soutient un autre chef des Lobi, également basé à Bouna, Hien Binsaré,

## Personnalités
- Général ivoirien Lassana Palenfo[12]
- Générale Palé/Kambilé Directrice Générale Adjoint de la Police Nationale de Cote d’Ivoire
- Kambile Sansan, Ministre Ivoirien de la Justice
- Hien Sié Yacouba , Directeur Général du Port autonome d'Abidjan
- Général Dah Sié Directeur Général des Douanes de Cote d’Ivoire
- Welté Palé ancien ministre de Haute Volta(actuel Burkina)
- Colonel Daprou Kambou, mathematicien, ancien ministre de l'Equipement du Burkina Faso
- Victorien Marie Hien journaliste
- Nani Palé musicien balafoniste de renom
- Colonel Noufé Sié, ancien CEMGN de la Cote d’Ivoire
- Moses Kambou, Universitaire, professeur Université de Ouaga/Burkina Faso et Lagon University/Ghana
- Colonel Dah Belmoko, ancien officier supérieur des forces armées voltaiques(Burkina Faso)
- Colonel Kilmite Hien, ancien ministre Burkina Faso
- Kassoum Kambou, Magistrat et ancien Président de la Cour Constitutionnelle du Burkina Faso
- Noufé Sansan, Sénateur ivoirien
- Colonel Kansié, premier pilote militaire de Haute Volta(Burkina Faso) et ancien Maire de Tiankoura
- Dominique Kambou, ancien Deputé, Burkina  Faso
- Colonel Hien Tiôboun, premier officier de la Gendarmerie Nationale du Burkina Faso
- Jean Kambiré, chroniqueur sportif et ancien deputé de la Cote d’Ivoire
- Sa Majesté Kaarbu, dignitaire de Lawra/Ghana, ancien ministre et ancien Diplomate ghaneen
- Prof. Sib Sié Faustin, Premier atomisticien universitaire burkinabe
- Oussé Albert: Chef de Canton de Gaoua et l'un des chefs coutumiers les plus représentatifs du peuple Lobi
- Benoit Kambou: professeur de Droit, ancien ambassadeur du Burkina Faso au Tchad
- Kambou Sié Melvin, grand streamer de jeux vidéo et élève

### Discographie
- Burkina Faso : Bisa, Gan, Lobi, Mossi (enregistrements réunis et commentés par Charles Duvelle), Universal Division Mercury, Collection Prophet, vol. 9, 1999, 1 CD (47 min 13 s) + 1 brochure (15 p.)